# 園田博文
園田 博文（そのだ ひろふみ）は、日本の日本語学・日本語教育研究者。山形大学地域教育文化学部准教授、同教授を経て、同朋大学文学部教授。

## 略歴
- 1990年　埼玉大学教養学部卒業
- 1992年　埼玉大学大学院文化科学研究科修士課程修了
- 1994年　東北大学大学院文学研究科博士前期課程修了
- 1999年　韓国江陵大学校客員教授（～2000年）
- 2000年　東北大学大学院文学研究科博士後期課程単位取得満期退学
- 2000年　佐賀大学留学生センター専任講師
- 2004年　山形大学教育学部助教授
- 2005年　山形大学地域教育文化学部助教授
- 2007年　同准教授(法改正による職名変更)
- 2018年　同教授
- 2020年　同朋大学文学部教授

## 著書・論文
- 「語源研究と『満足度』　－『日本語源広辞典（増補版）』等七種の比較を通して」国語学研究、2013年
- 「海外セミナーの実施状況と課題　－台湾・銘傳大学における研修について」山形大学教職・教育実践研究、2009年
- 「JSL児童生徒に対する日本語指導の現状と課題　－散在地域・山形県のケース」山形大学紀要（教育科学）、2009年
- 「台湾の大学との国際交流活動の現状と問題点　－文藻外語学院、南臺科技大学、銘傳大学を中心に」山形大学教職・教育実践研究、2008年
- 「海外の大学から見た国際交流の現状と問題点　＜韓国編＞　仁濟大学校日語日文学科の取り組みを中心に」山形大学紀要（人文科学）、2008年
- 「異文化理解力とコミュニケーション能力の養成にむけて　－山梨大学・山形大学・佐賀大学の授業実践を事例として」山形大学紀要（教育科学）、2008年
- 「留学生と日本人学生の交流活動実践から見えてくるもの　―気づきを通した異文化間コミュニケーション能力の養成に向けて」山形大学紀要（教育科学）、2005年
- 「留学生と日本人学生の混在授業における異文化理解教育　―日本文化研修と異文化交流会での試み」佐賀大学留学生センター紀要、2004年
- 『中国語会話書における「へ」と「に」　―使い分けについての一考察』日本近代語研究、ひつじ書房、2005年
- 「ケーススタディ異文化理解　―文部科学省平成15年度地域貢献特別支援授業の活動事例等３例を中心に」佐賀大学留学生センター紀要、2004年
- 「留学生教育と地域国際理解教育　―文部科学省平成14年度地域貢献特別支援授業費による佐賀大学ユニキッズクラブの活動を中心に」佐賀大学留学生センター紀要、2003年
- 「『語言選集(Colloquial Chinese)』訳述書の中国語と九州方言」、佐賀大学留学生センター紀要、2002年
- 「日本語教科書に見られる形容詞丁寧表現」、『語から文章へ』、2000年
- 「日清韓会話書と近代日本語」、江陵大学校人文科学研究所『人文学報』、1999年
- 「『参訂漢語問答篇国字解』（明治13年刊）における訳語の性格　―九州方言との関わり」、言語科学論集、1998年
- 「中国語会話書における助動詞『です』の用法について　―明治10年代を中心に」、国語学研究、1998年